# الاعتداء على وول ستريت (فلم)
الاعتداء على وول ستريت (بالإنجليزية: Assault on Wall Street) هو فيلم حركة و دراما و اثارة تم انتاجه في كندا والولايات المتحدة و صدر سنة 2013 بطولة دومينيك بورسيل وإدوارد فورلونغ وإيرين كاربليك.

## القصة
تدور أحداث الفيلم حول جيم الذي يعيش مع زوجته المريضة على المحبة والصبر على المحن، وفجأة يتغير كل شيء عندما يتعطل الاقتصاد ويسبب له فقدان كل شيء فيملؤه الغضب، ثم يتحول للانتقام للحياة التي أخذت منه .

## وصلات خارجية
- مقالات تستعمل روابط فنية بلا صلة مع ويكي بيانات

الاعتداء على وول ستريت على IMDb
الاعتداء على وول ستريت على Rotten Tomatos